# Марко Стојчић
Марко Стојчић (Београд, 19. aприл 1975) српски је архитекта и главни урбаниста Града Београда.

## Биографија
Похађао је XI београдску гимназију, а након завршене средње школе уписује Архитектонски факултет. Након дипломирања на Архитектонском факултету у Београду стиче звање Дипломираног инжењера архитектуре (Msc).
Члан је Инжењерске коморе Србије од 2008. године, Савеза архитеката Србије од 2001. године, Друштва архитеката Београда и има статус Слободног уметника у удружењу УЛУПУДС од 2001. године.
Лиценцирани је одговорни урбаниста, одговорни пројектант и одговорни извођач радова. Ожењен и отац четворо деце.

## Каријера
Иницијатор је оснивања Коморе архитеката Србије за шта је добио и подршку Европске комисије из Брисела 2010. године. Оснивач је и Комисије за спорт и рекреацију у Институту за стандардизацију Србије. Активно се бавио пројектовањем јавних, стамбених, комерцијалних и спортских објеката као и пројектима уређења јавног простора у периоду од 2001. године до данас.
Оснивач је и главни и одговорни уредник архитектонског часописа „Архитектон“ до 2014 године.
У сазиву је Комисије за планове скупштине Града Београда од децембра 2013. године, а потпредседник је Савета за урбанизам скупштине Града Београда од маја 2014. године. У мају 2018. године изабран је на место заменика председника Комисије за планове СГБ.
Био је члан жирија за урбанистичко решење Макишког поља у Београду, Председник интернационалног жирија за годишњу награду часописа Архитектон у три наврата 2009, 2010. и 2011. године.
4. марта 2019. године на седници скупштине града Београда изабран на функцију Главног урбанисте града Београда.
У смислу научног рада бавио се истраживањем савремене архитектуре и урбанизма и објављивао је већи број текстова како у домаћим тако и страним часописима. Гостовао је као предавач на више факултета у Београду.

## Најзначајнији пројекти
Аутор је већег броја објеката у Србији и иностранству, као и већег броја урбанистичких пројеката. Међу најзначајнијим су: Комплекс у Спортском центру „Кошутњак“, у оквиру ког се реализује и Национални тренинг центар површине 39.000 м2 (зграда спортске медицине, мултифункционална дворана, олимпијски базен, стадион и хотел), омладински спортски камп „Караташ“ површине 16.000 м2, објекат новог научног центра Института за физику Србије површине 7.000 м2, стамбени објекат на Вождовцу површине 21.000 м2, стамбени објекат на Старом граду површине 9.000 м2, комерцијални објекат у Сурчину површине 4.000 м2, Комерцијални објекат „Агроформ“ у Цириху површине 3.000 м2, стамбени објекат у улици Љутице Богдана површине 2.000 м2, стамбени објекат у Херцег Новом површине 2.000 м2, хотелски објекат КАП у Подгорици површине 6.000 м2, јавне парковске површине у Вршцу на 4 локације, пројекти изградње око 250 дечјих игралишта у Србији, Црној Гори и БиХ.